# Nação Misquita
```
   |-
       | 
Erro:
:  
valor não especificado para "
continente
"
```

O Reino Misquito foi um reino nativo da América Central fundado pelo povo de etnia misquito e protegido durante muitos anos pelo Império Britânico. Fundado a cerca de 1625 pelo chefe tribal Oldman e dissolvido em 1894 quando incorporado á República de Nicarágua. O reino foi fundado como uma forma de conter o controle espanhol na região da América Central. Sugere-se que o povo misquito tenha tido a origem com a união de brancos e indígenas.

## História

### Fundação e Alianças britânicas
O reino teria sido fundado em algum momento antes ou depois de 1625, por um chefe misquito de nome desconhecido que teria unido várias aldeias na região com o objetivo de se proteger das invasões e massacres dos povos da região promovidos pelos espanhóis. O filho do chefe fundador, alcunhado de Oldman (Inglês; Velho homem) teria sido enviado a Inglaterra para uma audiência com o rei Carlos I onde pedia a proteção do reino das invasões espanholas e em troca os recursos da região seriam oferecidos aos britânicos. Oldman reinou até 1687. 
Em 1740 o rei misquito Edward I firmou um tratado de paz e amizade com o Reino Unido, com a finalidade de estabelecer definitivamente um protetorado na região, que viria a se chamar Costa dos Mosquitos. 
O reino Misquito contribuiu com a Guerra de Independência dos Estados Unidos invadindo possessões espanholas na região, conseguindo muitas vitórias e a captura de algumas cidades. O país foi um dos primeiros a reconhecer a independência dos Estados Unidos. Ainda sim, após o Tratado de Paris de 1783 o Reino Unido teve de abandonar os territórios da Misquitia, mas ainda com o protetorado e com parte de sua soberania cedida a Espanha. 

### Disputas de soberania da Região
Em 1803 o governo colonial espanhol integrou a costa dos mosquitos ao Capitânia geral da Guatemala, que logo viria a ser integrado ao Vice-reino de Nova Granada, sendo um protetorado britânico autônomo, mas sob a tutela do Império Espanhol. Em 30 de novembro de 1803 o governo da Guatemala  decretou um mandato que unificou a Costa dos Mosquitos e as ilha de San Andres como uma unica entidade governativa.  
Em 1818 o exercito da então Grã-Colômbia anexou as ilhas de Providência e em 1822 a ilha de San Andres. Com base na cédula de 1803 o governo grã-colombiano passou a reclamar também a Costa dos Mosquitos, que ainda estava sobre a tutela da Espanha e sob a soberania do Reino Unido. Porém nesta mesma época os britânicos voltaram a manter um protetorado na região e sem interferência da Espanha. O governo colombiano ainda tentou tomar as ilhas entre as décadas de 1820, 1830 e 1840 e sempre fracassando. A Colômbia alegava que a região apesar de ser um protetorado britânico, estava sob a tutela da Espanha e todo o território do antigo Império Espanhol devia de ser libertado pelos novos países do Continente após a emancipação. 
Em 1842 o novo rei misquito Robert Cherles Federic foi coroado e proclamou que o reino deveria se independente, sem precisar da interferência do Reino Unido para assuntos internos, mas ainda sim com um protetorado sob a região. Tal fato ocorreu como previsto, mas desta vez o governo da Nicarágua passou a reivindicar a região como parte de seu território. 

### Dos britânicos á Nicarágua
Esta instabilidade entre a Misquitia e a Nicarágua continuaram até 1860, quando de acordo com o Tratado de Manágua o Reino Unido renunciou a sua soberania sob a região com a Nicarágua sendo a partir daí a nação soberana do reino, que ainda sim seguiria existindo mas apenas como uma região autônoma e o título de "rei" foi diminuído para "chefe supremo" para evitar reclamos de independência. Mas apesar da incorporação do reino como região autônoma, muitos misquitos não reconheceram a Nicarágua como soberana de seu território e inclusive seus lideres, muitos que continuaram sendo leais ao Reino Unido, criando leis baseadas nas britânicas e mantendo a língua inglesa e o anglicanismo como religião.

### Anexação a Nicarágua e Estruturação
Em 1894, durante o governo de José Santos Zelaya o exercito anexou a força a reserva e a incorporou como departamento, chamado de Zelaya. O chefe supremo de então Willian Henry Clarence foi deposto do cargo e os misquitos passaram a ser reprimidos e obrigados a aceitar o governo nicaraguense. 
Em 1928 foi escrito o Tratado de Barcenas-Esguerra entre a Colômbia e a Nicarágua, onde a Colômbia reconhecia a soberania nicaraguense sobre a região das Costa dos Mosquitos e a Nicarágua reconhecia a soberania colombiana sobre a Ilha de Providência e San Andrés. 
Na atualidade o reino é uma vaga lembrança  do povo misquito, muitos que ainda moram na região da Costa que atualmente corresponde aos departamentos de Costa Caribe Sul e Costa Caribe Norte. Os misquitos são um povo atualmente que reclama seus direitos como povo, muitos ainda falam inglês e tem o anglicanismo e o protestantismo como religião.

## Lista de reis e chefes supremos da Misquitia

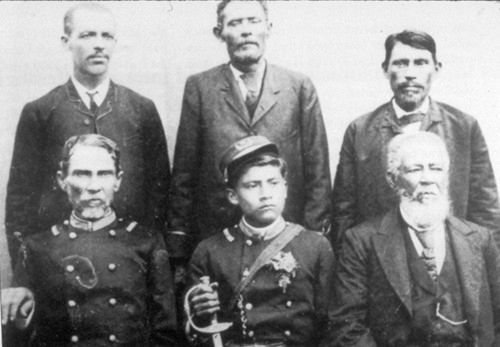
O Chefe supremo dos Misquitos, Willian Henry Clarence e seus ministros ou familiares. Provavelmente entre as décadas de 1860 e 1870.

- O Chefe supremo dos Misquitos, Willian Henry Clarence e seus ministros ou familiares. Provavelmente entre as décadas de 1860 e 1870.Oldman - (1625 - 1687).. Rei dos Misquitos
- Jeremy I - (1687 - 1718).. Rei dos Misquitos
- Jeremy II - (1718 - 1729) ... Rei dos Misquitos
- Peter I - (1729 - 1739) ... Rei dos Misquitos
- Edward I - (1739 - 1755)... Rei dos Misquitos
- George I - (1755 - 1776) ... Rei dos Misquitos
- George II Frederic - (1776 - 1801) ... Rei dos Misquitos
- George Frederic Augustus I - (1801 - 1824)... Rei dos Misquitos
- Robert Charles Frederic - (1824 - 1842)... Rei dos Misquitos
- George Frederic Augustus II - (1842 - 1865)... Rei dos Misquitos
- Willian Henry Clarence - (1865 - 1879)... Chefe Supremo dos Misquitos
- George Willian Albert Hendy - (1879 - 1888)... Chefe Supremo dos Misquitos
- Andrew Hendy - (1888 - 1889)... Chefe Supremo dos Misquitos
- Jonathan Charles Frederic - (1889 - 1890)... Chefe Supremo dos Misquitos
- Robert Henry Frederic - (1890 - 1908)... Chefe Supremo dos Misquitos (Até 1928)
- Robert Frederic - (1908 - 1928)... Príncipe herdeiro
- Norton Cuthbert Clarence - (Desde 1978)... Atual chefe eleito